# 逍遙上路
《逍遙上路》（英語：Dog）是一部2022年美國喜劇片，由查寧·塔圖和雷德·卡羅林合作執導，這也是兩人的長片導演處女作。主演陣容除了塔圖外，還包括珍·亞當斯、凱文·奈許、欧琳卡·乔彻、伊森·索普、艾美·瑞佛-蘭普曼以及比爾·伯爾。劇情講述美國陸軍遊騎兵布里格（Briggs，塔圖飾演）的任務是將比利時牧羊军犬露露（Lulu）從路易斯–麥克喬德聯合基地沿太平洋海岸及時帶到亚利桑那州诺加利斯，以便及時參加露露訓導員的葬禮，一路上人狗間培養出了深刻的友誼。
負責美國發行的聯美將本片定檔2022年2月18日院線上映。

## 演員
- 查寧·塔圖飾演美國陸軍遊騎兵傑克森·布里格（U.S. Army Ranger Jackson Briggs）
- 珍·亞當斯（英语：Jane Adams (actress, born 1965)）飾演塔瑪拉（Tamara）
- 凱文·奈許飾演葛斯（Gus）
- 欧琳卡·乔彻飾演妮琪（Niki）
- 伊森·索普飾演諾亞（Noah）
- 艾美·瑞佛-蘭普曼（英语：Emmy Raver-Lampman）飾演貝莉亞（Bella）
- 妮可·拉里貝特（英语：Nicole LaLiberte）飾演柔伊（Zoe）
- 盧克·福布斯（Luke Forbes）飾演瓊斯（Jones）
- 羅尼·吉恩·貝爾維斯（英语：Ronnie Gene Blevins）飾演凱斯（Keith）
- 艾奎拉·卓爾（Aqueela Zoll）飾演卡倫（Callan）

## 製作
2019年11月5日，據報導，查寧·塔圖和雷德·卡羅林將根據卡羅林與布雷特·羅德里奎（Brett Rodriguez）編寫的故事劇本來合作執導電影《逍遙上路》，並透過自由協會（Free Association）與塔圖、彼得·基爾南（Peter Kiernan）及格里高利·雅各聯合製片。2020年3月2日，米高梅取得北美發行權。
除了共同執導本片外，塔圖還將擔任主角，這也是他的長片導演處女作。2020年12月，欧琳卡·乔彻加入演出陣容。2019年11月15日，據悉主要拍攝定於2020年年中展開。新冠疫情期間，電影主要在加利福尼亞州瓦倫西亞及蘭開斯特拍攝。

## 發行
《逍遙上路》由米高梅原定2021年2月12日美國發行，但因疫情影響而延期至7月16日。最後，被美國發行商聯美改期為2022年2月18日。

## 評價
媒體和影評家對《逍遙上路》普遍看法不一，根据評論匯總网站爛番茄汇总的155篇评论文章，77%的评论家给予该作正面评价，平均打分为6.2分（满分10分）網站共識評價寫道：「《逍遙上路》的戲劇性品種遠非異國情調，但是聯合導演和主演查寧·塔圖紮實的敘事結構和訓練有素的作品營造出引人入勝的觀看體驗」，Metacritic根據33條評論，獲得加權分數61分（滿分100分），代表「普遍好評」 。CinemaScore的調查顯示觀眾在 A+ 到 F 的評分區間給予本片「A–」的平均分數，PostTrak的問卷調查顯示82%受訪民眾給予本片正面評價，其中66%表示會推薦本片。

## 外部連結
- 官方网站
- 互联网电影数据库（IMDb）上《逍遙上路》的资料（英文）